# Leopoldskroner Weiher

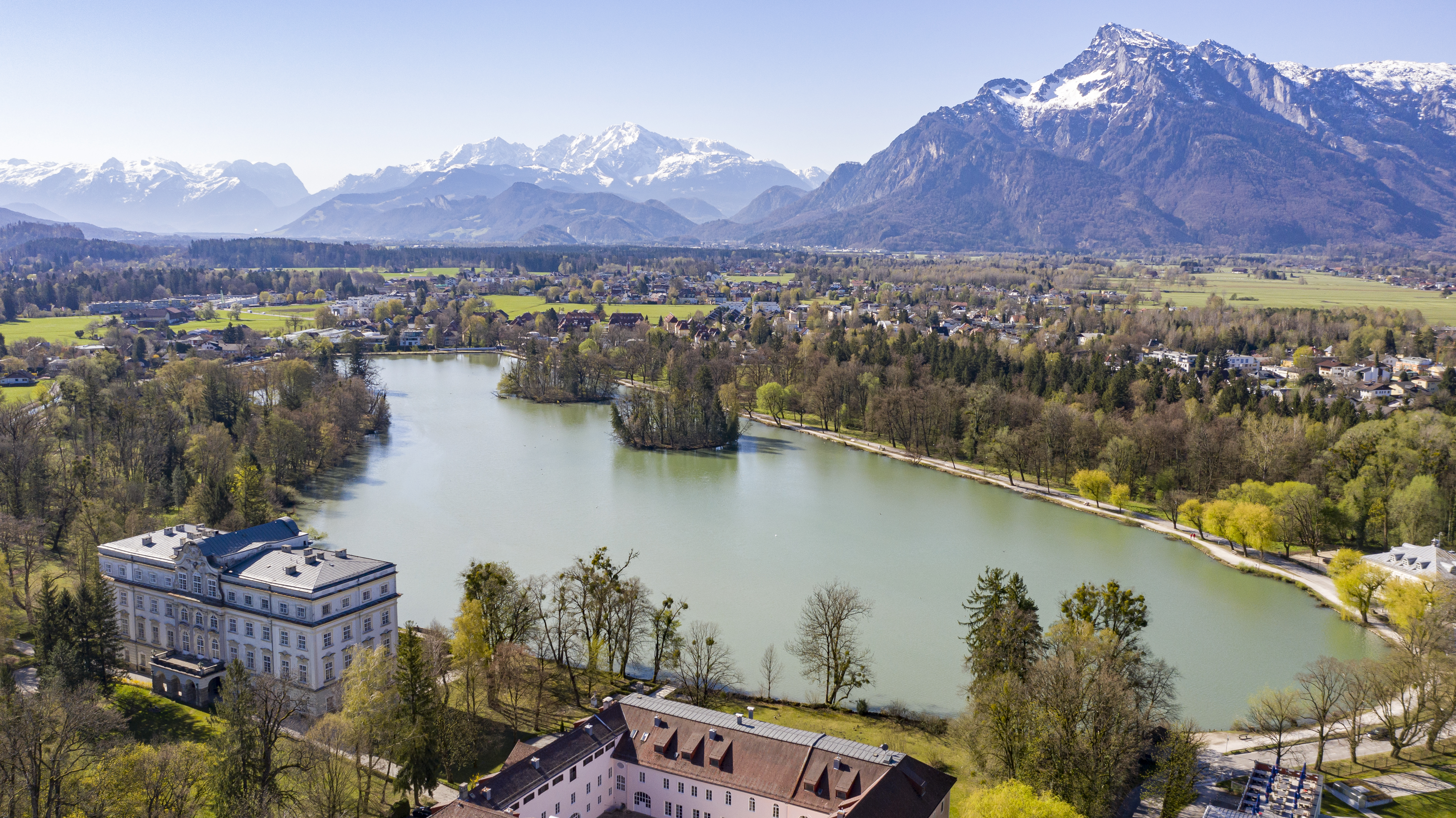
Der Leopoldskroner Weiher mit dem Schloss Leopoldskron vorne links und dem Untersberg im Hintergrund rechts

Der Leopoldskroner Weiher ist südlich des Mönchsberges im Stadtgebiet von Salzburg gelegen, ein 13 ha großes stehendes Gewässer im Stadtteil Riedenburg nächst dem Schloss Leopoldskron. Angelegt wurde er vor 1500 ähnlich wie der 1805 aufgelassene Geiselweiher am Fuß des Untersberges wohl als Retentionsraum für Überwässer aus dem Almkanal. Im 18. Jahrhundert wurde in den großen Schlosspark von Leopoldskron einbezogen.

## Anlage unter Fürsterzbischof Firmian
1728 wird Leopold Anton von Firmian auch Eigentümer des Rädlgutes und des angrenzenden großen Fischweihers. Während die früheren Sommerresidenzen der Salzburger Fürsterzbischöfe auf die Salzach oder die Saalach hin ausgerichtet waren, baute Firmian seine Sommerresidenz unmittelbar am Leopoldskroner Weiher und gestaltete den Weiher zu einem wichtigen Teil des Schlossparkes um. Er legte dort auch zwei Inseln an. Der Großteil der Skulpturen des Rokoko-Schlosses ging verloren. Erhalten blieb am Südende des Leopoldskroner Weihers die Statue des Johannes-Nepomuk, welche im Jahr 1741 von Anton Pfaffinger aus weißem Untersberger Marmor gestaltet worden war.

## Die einstige Militärschwimmschule

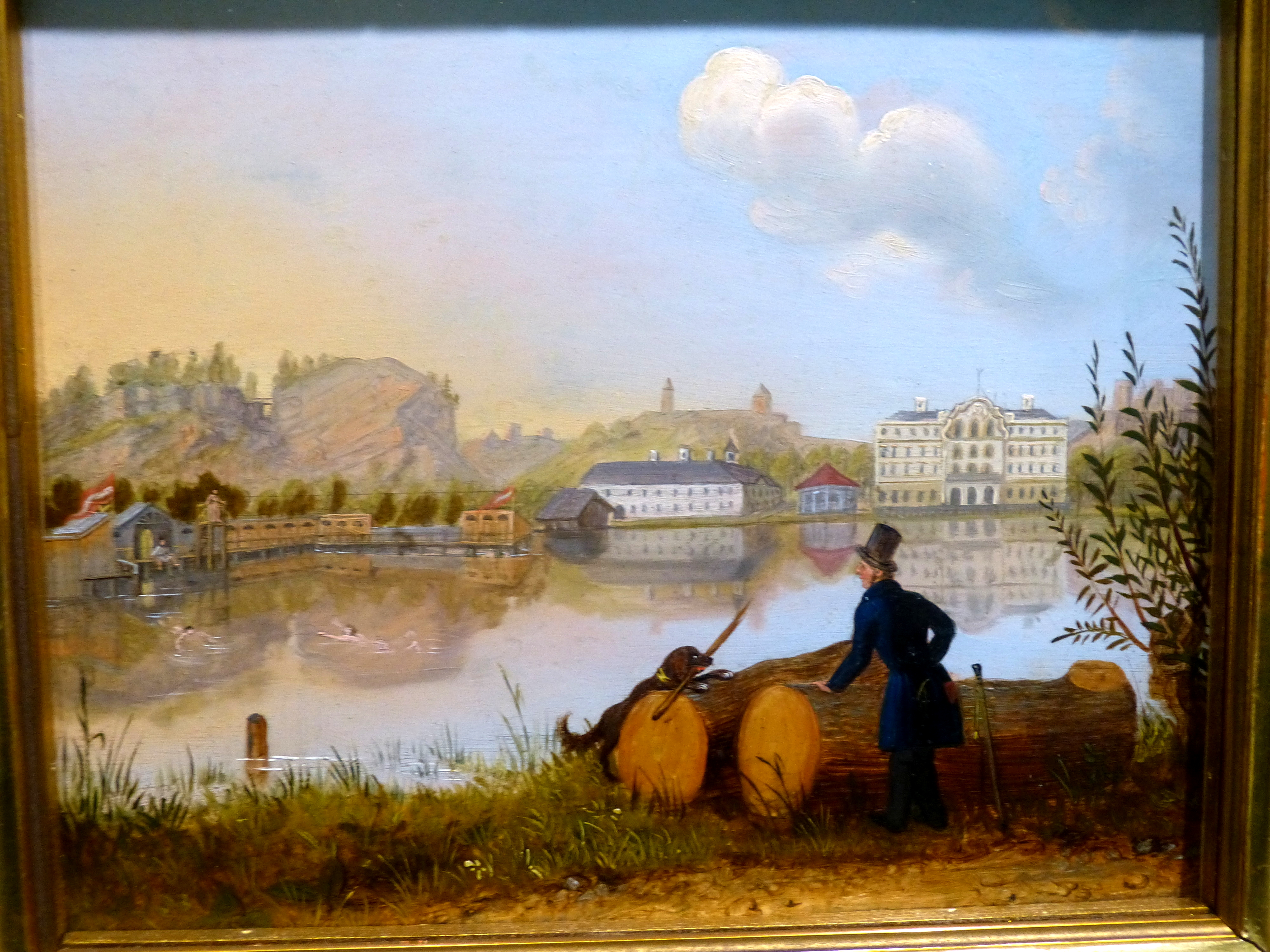
Schloss Leopoldskron mit Badeanstalt (links) um 1830

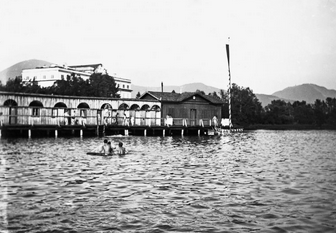
Militärschwimmschule Leopoldskron (1890)

Im Jahr 1818 fasste der damalige Regimentskommandant des k.k. Infanterieregimentes Nr. 59 (seit 1830 Infanterieregiment Leopold, Großherzog von Baden, seit 1913 Rainer Regiment), Oberst Franz Schmidt v. Ehrenberg, den Entschluss, im Leopoldskroner Weiher eine Schwimmschule für Soldaten zu erbauen, die auch für zivile Bewohner der Stadt offenstehen sollte. Nach langen Verhandlungen mit dem Eigentümer des Weihers, Leopold Graf von Firmian, konnte im Herbst 1829 ein erster Pachtvertrag unterzeichnet werden und das zuerst sehr einfache Bad für Männer eröffnet werden. Zur Ausbildung der Soldaten wurden auch Segelboote und Kähne angeschafft. Die Nutzung des Weihers war aber auf die Schwimmschule und den Weiher selbst beschränkt. Erst mit der Verlängerung des Pachtvertrages, 1841, konnten die Inseln und im Winter die Eisbringung vom Regiment genutzt werden. 1842 kam eine Damenschwimmschule hinzu, die Herrenschwimmschule wurde vergrößert. 1867 besuchte der Kaiser Franz Joseph I. die Anlage, „badete daselbst und geruhte die Allerhöchste Zufriedenheit mit der Anlage und Einrichtung derselben auszusprechen“. 1890 wurde die Anlage auf 88 Herren- und 72 Damenkabinen erweitert. Immer wieder kam es mit der Familie der Grafen Firmian, in deren Eigentum der Weiher blieb, zu Streitereien über die Pachtsumme. Nachdem die jährliche Pacht auf 5.000 Gulden angehoben werden sollte, gab im Jahr 1900 das Regiment die Schwimmschule auf. Der Versuch der Grafen Firmian, das dortige Bad selbst zu führen, scheiterte. Ab 1912 wurde das Bad darauf von der Stadt Salzburg gepachtet und stand bis in den Zweiten Weltkrieg hinein den Salzburgern als öffentliche Schwimmanlage zur Verfügung. 1944 wurde die Anlage durch eine US-Fliegerbombe vollständig zerstört. 1964 wurde neben dem Weiher das städtische Freibad Leoplodskron eröffnet.

## Der Weiher heute
Die Park- und Erholungslandschaft mit ihren naturnahen und ihren kulturell stärker geprägten Teilen um das Schloss Leopoldskron und den zwei Inseln im Weiher (seit etwa 1900 drei Inseln) wurde im 19. und 20. Jahrhundert zu einem wichtigen Naherholungsraum, aber auch zu einem Treffpunkt von Gästen aus anderen Ländern. Zum Schutz und zur Sicherung seines Charakters wurde der Landschaftsraum zwischen dem Weiherwäldchen (neuer Kunstname seit 1990 "Königswäldchen") und dem Mönchsberg zu einem Landschaftsschutzgebiet erklärt. Schloss samt Schlosspark (also einschließlich Weiher) stehen zudem unter Denkmalschutz.

## Der Weiher als Naturraum
Der See wird von verschiedenen Wasservögeln, darunter Graugänsen, Stockenten, Teichhühnern, Höckerschwänen und Haubentauchern bewohnt. Im Flachwasser ist auch der Graureiher (selten auch der Silberreiher) zu beobachten. Öfter finden sich als Nahrungsgäste neben verschiedenen Möwenarten auch Blässhühner, Gänsesäger, Reiherenten, Schellenten, Tafelenten, Krick- und Knäckenten. Auch die aus Ostasien stammende Mandarinente ist regelmäßig im Weiher zu sehen. Verwilderte Haustiere auf dem Weiher sind Moschusente und Hausgans. Auch einige Lurcharten können trotz des gelegentlichen Fischbestandes in dem Flachwasserbereich im Südosten überleben, nämlich Grasfrosch, Erdkröte und Teichmolch, vereinzelt findet sich auch der Laubfrosch. Es besteht ein ganzjähriges Fütterungsverbot für Wasservögel. Durch das Füttern im durchwegs flachen Wasser des Weihers werden vor allem in den folgenden heißen Sommermonaten Krankheitserreger (Botulismus) stark gefördert, wodurch z. B. alleine im Jahr 2015 innerhalb von vier Wochen 40 Enten verendeten.
Am Ufer des Weihers wächst an verschiedenen Stellen der Kalmus. Ein zunehmendes Problem stellt die Ausweitung der Bestände des Japanischen Staudenknöterichs am Ufer des Weihers dar, eine Pflanze, die aus dem fernen Osten eingeschleppt wurde und andere Pflanzenarten verdrängt.

## Der Weiher als Fischereirevier
Der Weiher ist auch ein beliebter Ort für Hobbyfischer. Die Fischerei wird hier von der Peter Pfenninger Schenkung betreut. Erhältlich sind Tages-, Zehntages-Karten und Jahreslizenzen.
Die häufigsten Fischarten im Weiher sind verschiedene Karpfen einschließlich Amurkarpfen, sowie Schleie, Zander und Hecht.

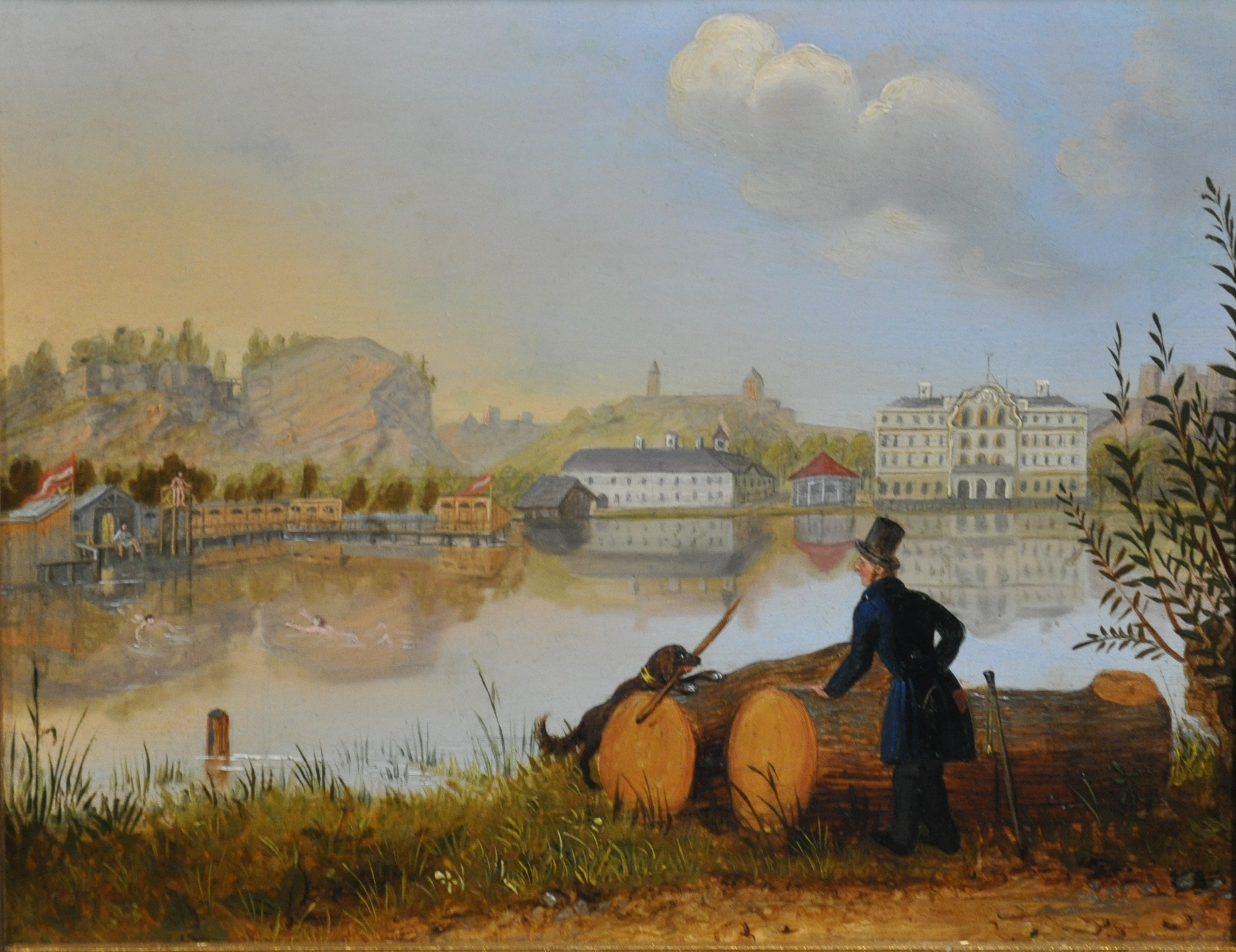
Anonymes Bild des Weihers (um 1830)
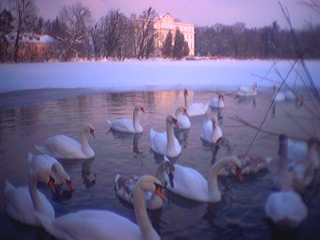
Eine hohe Zahl von Schwänen beeinträchtigte den Naturhaushalt des flachen Weihers, Das Füttern führt zum Tod vieler Tiere.
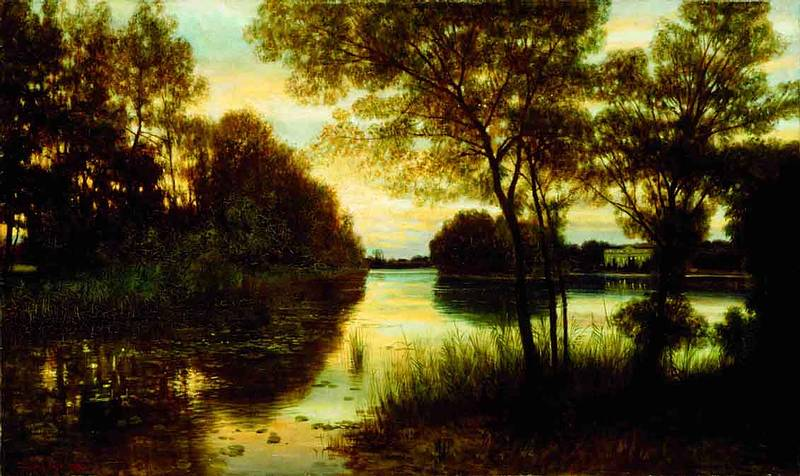
Franz Hinterholzer: der Leopoldskroner Weiher, Gemälde (1902)
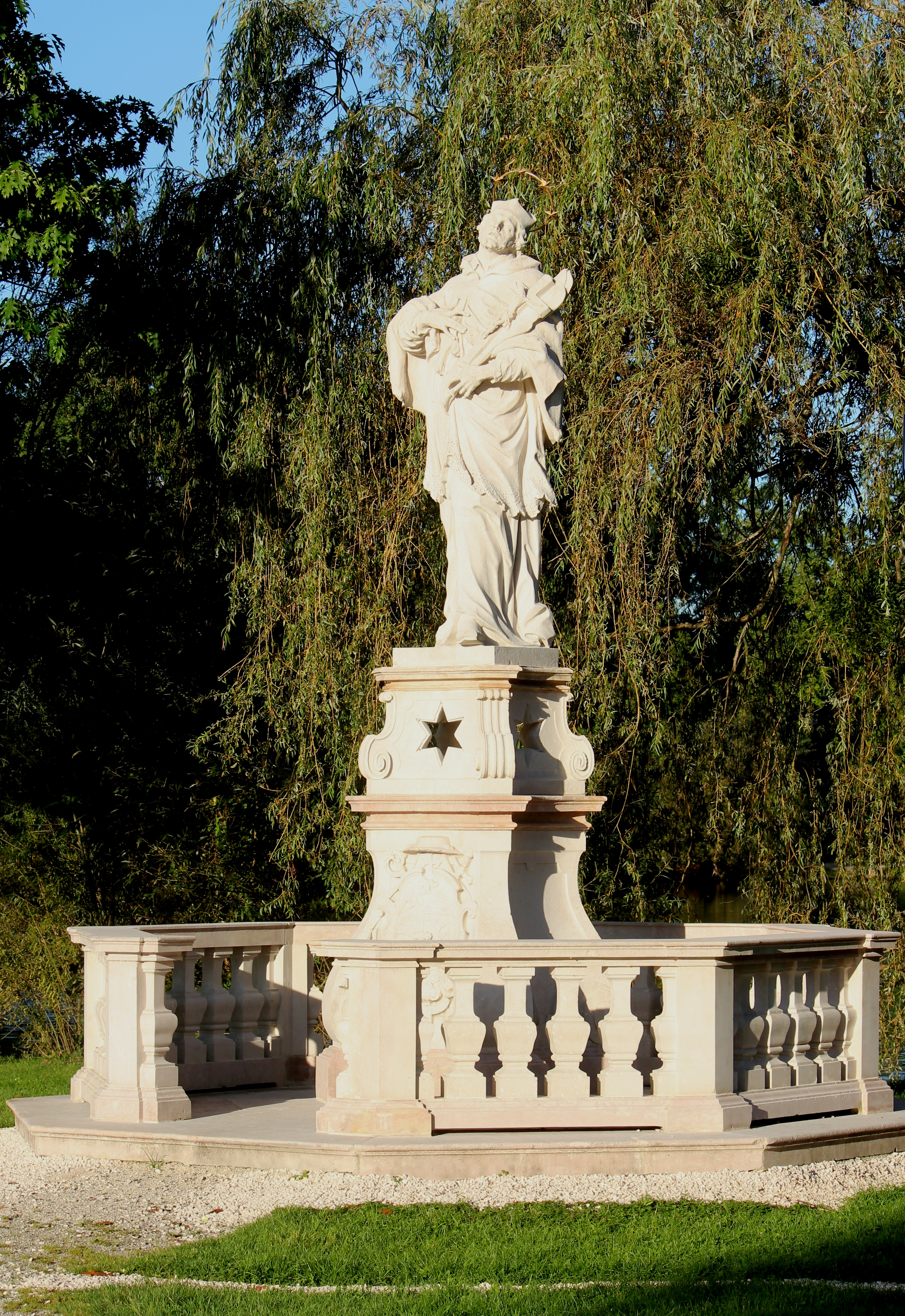
Das restaurierte Johannes-Nepomuk-Denkmal, gestaltet von Josef Anton Pfaffinger im Jahr 1741